# Amanto Di Fausto
Amanto Di Fausto (Rocca Canterano, 9 ottobre 1878 – Roma, 30 settembre 1933) è stato un politico italiano.

## Biografia
Originario di una famiglia piccolo borghese si diploma in ragioneria e viene assunto come impiegato statale. La sua formazione risale al periodo in cui è contabile presso un ufficio imprecisato del ministero del Tesoro, dove le sue capacità dirigenziali gli valgono una brillante carriera che lo porta alla nomina a segretario governativo di Eritrea e Somalia e ispettore straordinario per le colonie dell'Africa Orientale Italiana. In epoca imprecisata si iscrive al Partito Popolare Italiano, per il quale viene eletto deputato per tre legislature. In parlamento è stato relatore di diversi disegni di legge, soprattutto in materia finanziaria.